# Modřanský poklad
Modřanský poklad je poklad, který byl nalezen 3. března 2014 úřednicí Prahy 12 v Praze-Modřanech. Poklad se skládá z 351 zlatých a 417 stříbrných mincí a několika stříbrných šperků. Podle archeologů se jedná o mince vyrobené v období od poloviny 18. století do doby před první světovou válkou, nejstarší mince pochází z roku 1771. V pondělí 31. března byl poklad převezen do Muzea hlavního města Prahy, převoz probíhal za zvýšených bezpečnostních opatření.
Stejně jako u pokladu nalezeného o dva roky dříve v Košířích se jedná o poklad ukrytý jeho majitelem ve strachu před odcizením. Každý z nálezců tehdejšího pokladu byl odměněn částkou 200 tisíc Kč. Nálezkyni modřanského pokladu náleží odměna ve výši desetiny hodnoty pokladu, částka ovšem závisí na tom, zda do výsledné ceny pokladu bude započítána pouze cena kovu nebo i historická hodnota pokladu. Cena kovu dosahuje tří milionů korun.